# Hutia de Jamaïque
Geocapromys brownii
Espèce
Statut de conservation UICN

 EN  : En danger
Le Hutia de Jamaïque ( Geocapromys brownii) est un rongeur de la famille des Capromyidés, endémique de la Jamaïque, ce qui lui vaut aussi les noms de Hutia jamaïcain, Hutia de la Jamaïque ou Rat de la Jamaïque ,. C'est une espèce menacée (VU).
L'espèce a été décrite pour la première fois en 1829 par le zoologiste allemand Johann Baptist Fischer (1803–1832) dans Synopsis Mammalium. Addenda.